# Prionopetalum fasciatum
Prionopetalum fasciatum är en mångfotingart som först beskrevs av Carl Graf Attems 1896.  Prionopetalum fasciatum ingår i släktet Prionopetalum och familjen Odontopygidae. Inga underarter finns listade i Catalogue of Life.